# Mark Bernes
Mark Bernes (ryska: Марк Наумович Бернес (Нейман)) född 25 september (8 oktober) 1911 i Nezjin, död 16 augusti 1969 i Moskva, var en sovjetisk skådespelare och sångare. 

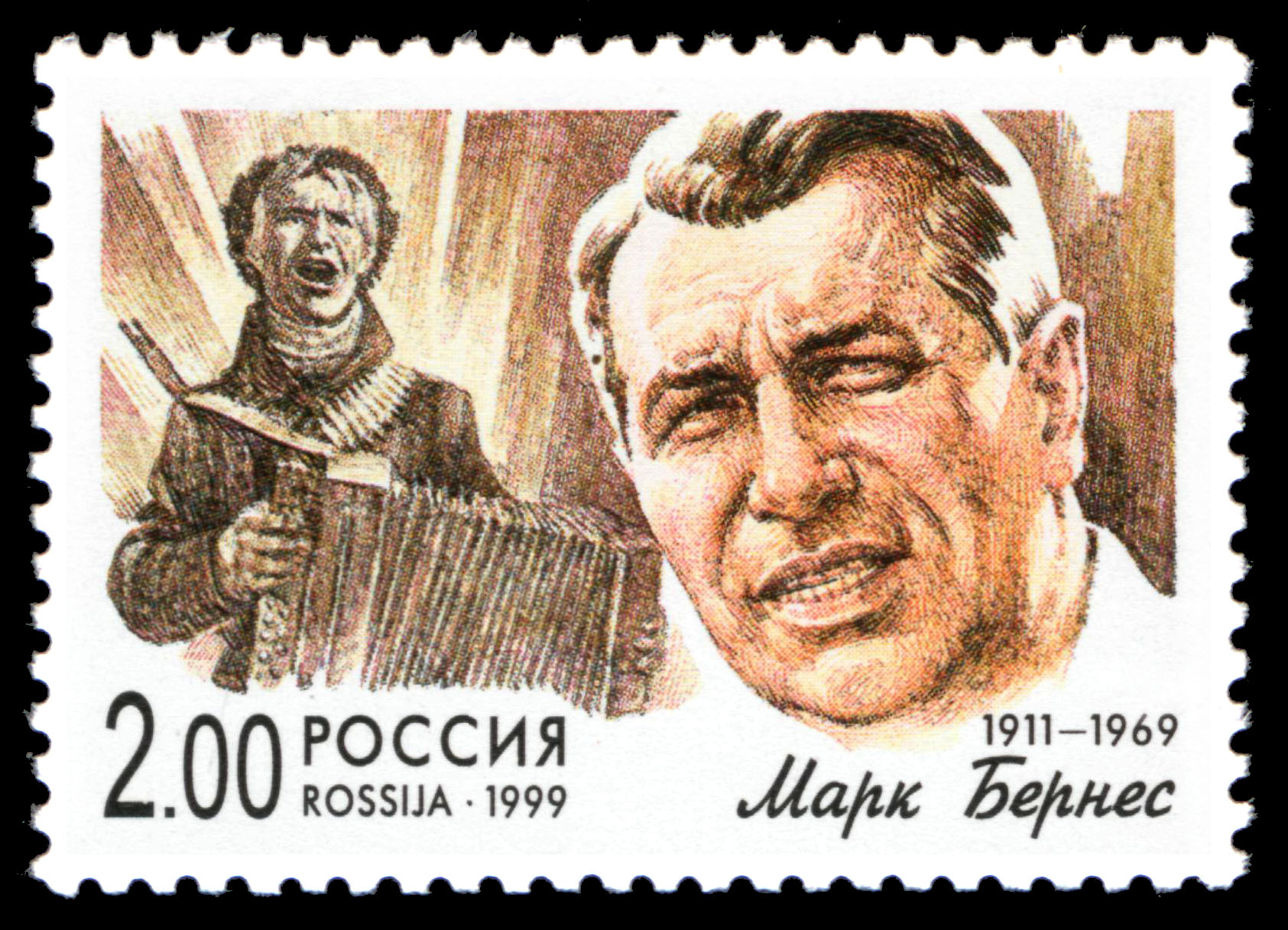

## Filmografi (urval)
- 1939 – Vingar i mörkret (Истребители)
- 1943 – Två frontkamrater (Два бойца)
- 1946 – Den stora vändpunkten (Великий перелом)
- 1951 – Taras Sjevtjenko (Тарас Шевченко)
- 1953 – Maksimka (Максимка)
- 1954 – Kalla havet (Море студёное)
- 1957 – Nattpatrullen (Ночной патруль)

## Utmärkelser
Asteroiden 3038 Bernes är uppkallad efter honom.